# Греческая почта
Греческая почта (греч. Ελληνικά Ταχυδρομεία, или «Эллиника Тахидромиа»; сокращённо — ΕΛΤΑ, ЭЛТА) — государственный оператор почтовой связи в Греции.

## История
Компания основана в 1970 году и является преемником бывшей государственной почтовой службы, созданной в 1828 году.

## Описание
ЭЛТА осуществляет всеобщую почтовую связь во всех районах Греции и является членом Всемирного почтового союза. Компания предоставляет следующие услуги:
- пересылку почтовой корреспонденции;
- пересылку посылок;
- почтово-сберегательные операции;
- услуги спешной почты, подразумевающей службу доставки корреспонденции на следующий день на всей территории Греции;
- пересылку международной экспресс-почтой EMS.

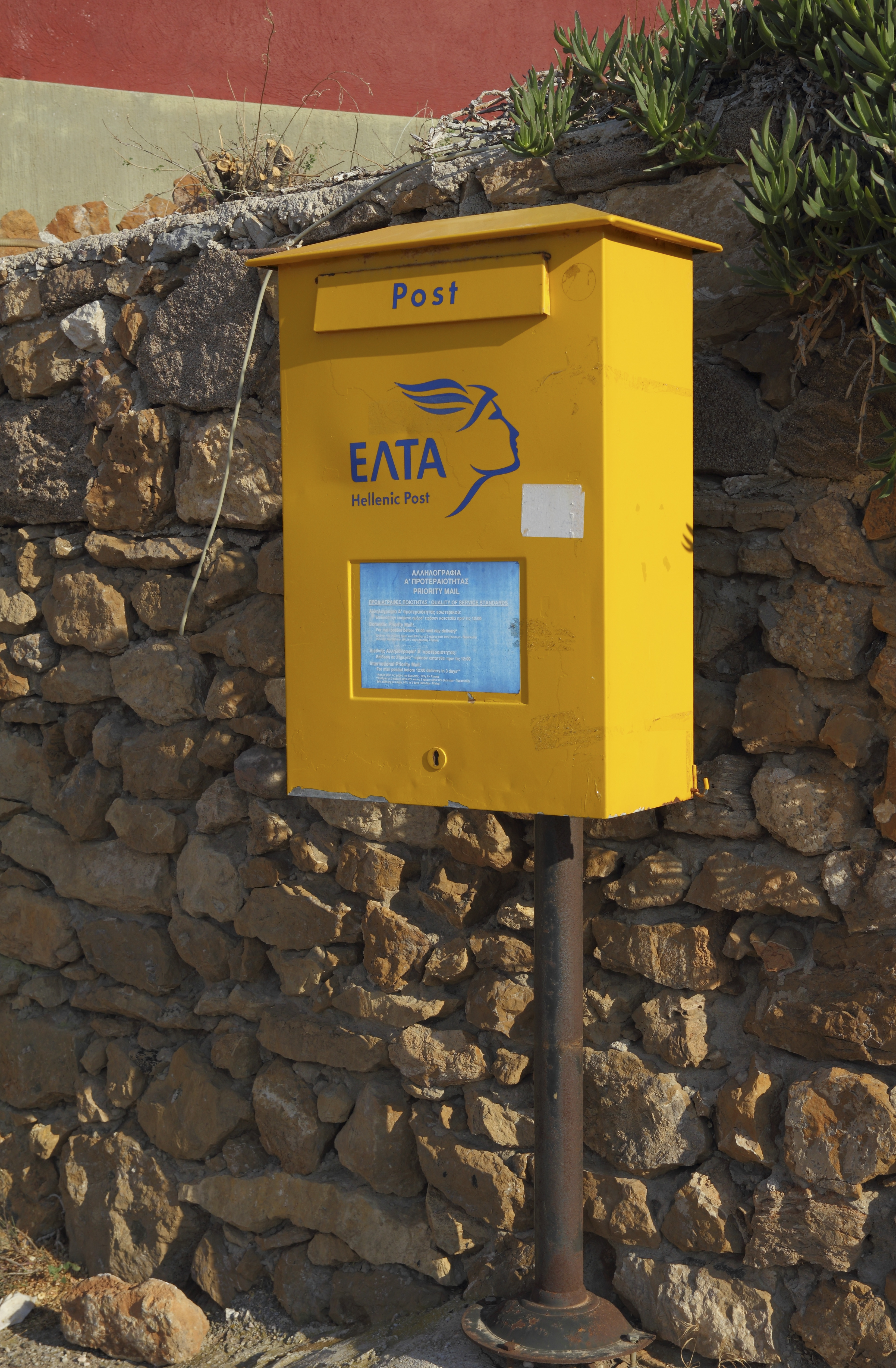
Почтовый ящик Греческой почты
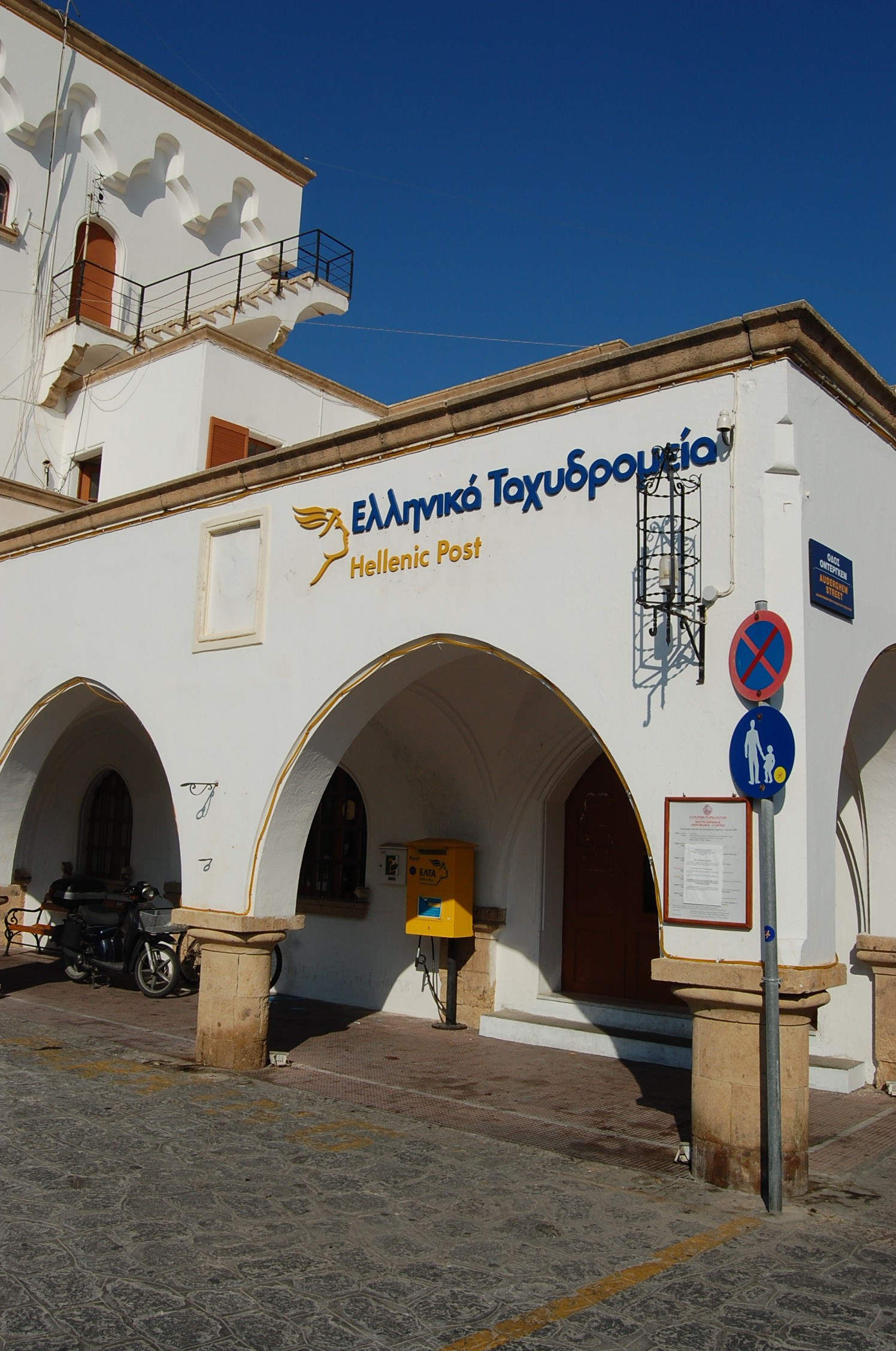
Почтовое отделение на острове Патмос
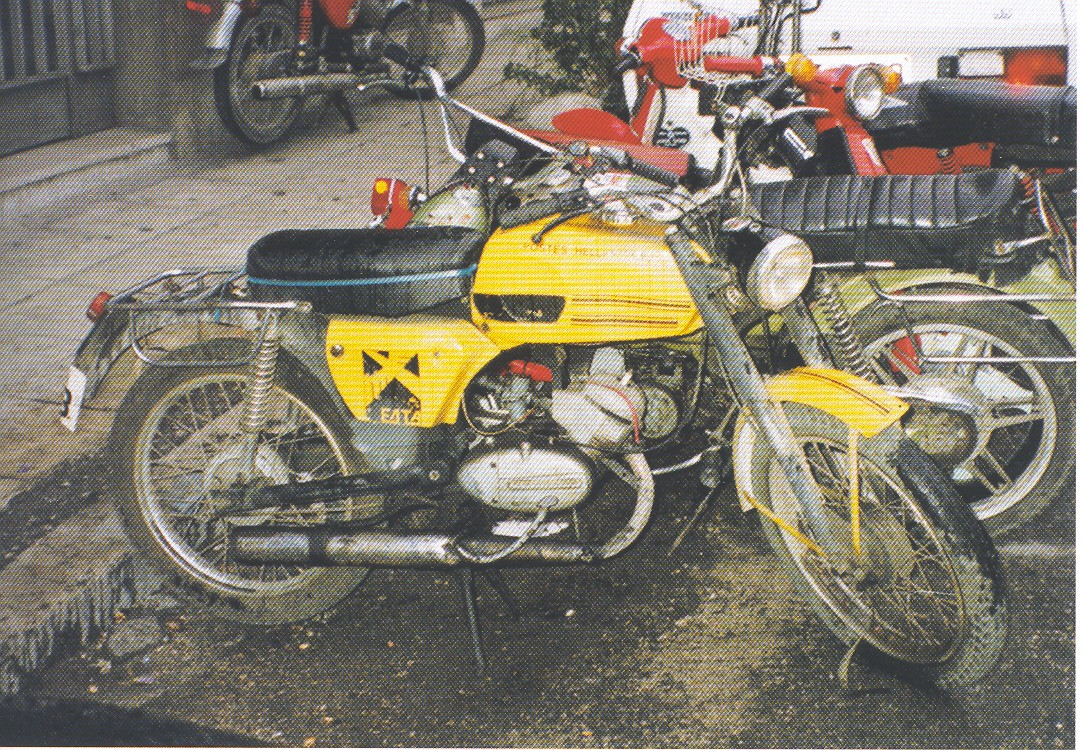
Мотоцикл Греческой почты